# Gird Gonda
Gird Gonda es una ciudad censal situada en el distrito de Gonda en el estado de Uttar Pradesh (India). Su población es de 14391 habitantes (2011). 

## Demografía
Según el censo de 2011 la población de Gird Gonda era de 14391 habitantes, de los cuales 7655 eran hombres y 6736 eran mujeres. Gird Gonda tiene una tasa media de alfabetización del 70,79%, superior a la media estatal del 67,68%: la alfabetización masculina es del 76,07%, y la alfabetización femenina del 64,83%.